# مقاطعة موسكاتاين (آيوا)
مقاطعة موسكاتاين (بالإنجليزية: Muscatine County)‏ هي إحدى مقاطعات ولاية آيوا في الولايات المتحدة الأمريكية.